# Jamie Ashdown
Jamie Lawrence Ashdown, född 30 november 1980 i Reading, England, är en engelsk före detta professionell fotbollsmålvakt. Han spelade under sin karriär för bland annat Reading, Norwich City, Portsmouth och Leeds United.

## Karriär
Inför säsongen 2012/2013 värvades Ashdown av Leeds United.. Han debuterade för Leeds den 28 augusti 2012 i ligacupmatchen mot Oxford United. Han spelade totalt 8 cupmatcher under säsongen men blev utan ligamatcher under sin tid Leeds.